# Rahul Peter Das
Rahul Peter Das (* 7. Juli 1954 in Haan) war bis 2020 Professor der Südasienkunde an der Martin-Luther-Universität Halle-Wittenberg und 2016–2019 Vorsitzender der  Deutschen Gesellschaft für Asienkunde. Er erhielt 2006 die Auszeichnung Hind Rattan und 2009 die Auszeichnung Nav Rattan, und ist/war Herausgeber bzw. Mitherausgeber von: Traditional South Asian Medicine, Südasienwissenschaftliche Arbeitsblätter, Mitteilungen zur Sozial- und Kulturgeschichte der islamischen Welt, Veröffentlichungen zur Indogermanistik und Anthropologie und Transdisziplinäre Südasienstudien/Transdisciplinary South Asian Studies sowie Südasien-Redakteur, Orientalistische Literaturzeitung und Kindlers Literaturlexikon.

## Werdegang
Bereits 1958 ging er mit seinen Eltern nach Kalkutta und war dort bis 1972 auf einer säkular geführten Jesuiten-Schule. Nach abgelegter Higher Secondary Examination besuchte er das Calcutta Medical College, welches er 1973 mit dem Abschluss Preliminary Examination for Medical Students verließ. Er erhielt mehrere Ehrungen für seine Leistungen während der Ausbildung und war 1973 der indische Vertreter am London International Youth Science Fortnight. Um ein auch in Deutschland anerkanntes Abitur zu erreichen und dort studieren zu können, besuchte er von 1974 bis 1975 noch das Städtische Helmholtz-Gymnasium in Hilden.
1975 begann er das Studium der Indologie, der Islamwissenschaften und der Dravidologie (Tamilwissenschaften) an der Universität Köln, wechselte jedoch 1978 an die Universität Hamburg, wo er 1981 den Magisterabschluss erlangte. An der gleichen Universität promovierte er 1985 mit einem Werk zur altindischen Pflanzenhege, das 1988 erschien. Die Habilitation wurde 1993 in Hamburg vollzogen, mit einem Werk zur altindischen Medizin und Sexualkunde, das 2003 veröffentlicht wurde.
Nach Tätigkeiten seit 1981 an den Universitäten in Hamburg, Bonn und Groningen (NL) erfolgte 1994 der Ruf an die Martin-Luther-Universität Halle-Wittenberg zunächst als Professor für Neuindische Philologie, seit 2014 als Professor für Sprachen und Kulturen des neuzeitlichen Südasiens. In Halle entwickelte Das einen auch den südasiatischen Islam einbeziehenden und auf modernen südasiatischen Sprachen basierenden Zugang zum neuzeitlichen Südasien, der auf einer Kombination von Philologie und Sozialwissenschaften fußt und die im Bereich der Philologie angewandten methodischen Prinzipien von Paul Thieme verwendet, die er über seine Lehrer und Thieme-Schüler Klaus Ludwig Janert und Albrecht Wezler vermittelt bekam. 2000 wurde das neue Fach neben dem bereits vorhandenen Fach Indologie als Sprachen und Kulturen des neuzeitlichen Südasiens eingeführt; 2006 wurde es als Südasienkunde weiterentwickelt. Die erste Venia legendi mit der Denomination „Sprachen und Kulturen des neuzeitlichen Südasiens“ wurde von Hans Harder erworben, der 2006 habilitierte und anschließend an das Südasien-Institut der Universität Heidelberg berufen wurde.
An der Universität Halle hatte bzw. hat Das verschiedene Positionen in der Selbstverwaltung inne; bis zur Emeritierung war er unter anderem Studiendekan der Philosophischen Fakultät I; bis Ende 2008 war er auch Direktor des Sprachenzentrums der Universität.
Das ist mit verschiedenen Initiativen zu den Beziehungen zwischen Deutschland und der Region Südasien sowie der Beschäftigung mit dieser Region in Deutschland hervorgetreten. Er war bis zu ihrer Auflösung 2017 Vorsitzender der Deutsch-Indischen Gesellschaft in Halle (Saale).
Die von Carmen Brandt und Hans Harder anlässlich seiner Emeritierung im Jahr 2020 herausgegebene Festschrift „Wege durchs Labyrinth“ enthält eine Kurzbiographie und eine Würdigung des Emeritus.

## Mitgliedschaften
- Rahul Peter Das ist  Mitglied des 2020 gegründeten Netzwerks Wissenschaftsfreiheit.[3]